# Marcus Pompilius Andronicus
Pour les articles homonymes, voir Andronicus.
Marcus Pompilius Andronicus est un grammairien romain d'origine syrienne de la première moitié du Ier siècle av. J.-C. Selon Suétone, qui nous a transmis le peu que nous savons de lui, il était plus intéressé par la philosophie d'Épicure que par l'enseignement de la grammaire et ne réussit pas à s'imposer à Rome. Il se retira à Cumes et y vécut dans la pauvreté. Il était l'auteur d'un commentaire des Annales d'Ennius. Lucius Orbilius Pupillus aurait racheté plusieurs de ses ouvrages et les auraient publiés en lui en attribuant la paternité.